# Kaiji 2
Kaiji 2 è un film del 2011 diretto da Toya Sato uscito nelle sale nel novembre 2011, ispirato alla serie manga Kaiji. È stato preceduto da un altro film intitolato Kaiji: The Ultimate Gambler uscito nel 2009.

## Trama
Kaiji è riuscito ad estinguere tutti i suoi debiti pregressi attraverso la sua incredibile abilità nel gioco; dopo poco più di un anno però torna alla situazione di partenza e si ritrova così ad aver solamente 2 settimane di tempo per poter ripagare 200 milioni di yen.
Decide allora di sfidare "The Swamp", una super-macchina del pachinko, la cui vincita massima consiste in ben 1 miliardo di yen.

## Colonna sonora
Yugo Kanno ha composto la musica per il film. La colonna sonora originale è stata pubblicata il 2 novembre 2011.

## Distribuzione
Kaiji 2 è stato annunciato nel novembre 2009. Kaiji 2 è uscito nelle sale cinematografiche il 5 novembre 2011 in Giappone. È stato pubblicato in Blu-ray e DVD il 25 aprile 2012.
Il film è stato proiettato alla convention anime AM² di Anaheim, California nel giugno 2012.

## Accoglienza

### Incassi
Kaiji 2 è stato il diciannovesimo film giapponese di maggior incasso del 2011, guadagnando 1,61 miliardi di yen (21 milioni di dollari) al botteghino giapponese quell'anno. Il film ha anche incassato $ 68.175 all'estero a Singapore, portando il totale lordo internazionale del film a $ 21.068.175.

### Critica
In una recensione di Kaiji 2, Maggie Lee di The Hollywood Reporter ha provato poca suspense e soddisfazione per i personaggi e la performance degli attori. Ha scritto che il cast "aumenta la loro recitazione", ma a causa dei loro ruoli "di cartone" "non hanno speranze di essere più di questo". Lee non ha espresso alcuna eccitazione per le "inversioni dei personaggi", sottolineando che sono diventate abbastanza comuni nel genere dei giochi di sopravvivenza, con opere come Liar Game o The Incite Mill, affermando che "non importa quante volte le persone chiave in Kaiji cambiano le loro alleanze, non sorprende più". Tuttavia, Lee ha elogiato i movimenti della telecamera, la musica e i livelli sonori, definendo infine il film un "sequel geek ma comunque divertente del genere "gioco d'azzardo" che piace alla folla".